# Andreas Fulterer
Andreas Fulterer, né le 27 février 1961 à Siusi allo Sciliar et mort le 26 octobre 2016 dans la même commune, est un chanteur italien, originaire de la province autonome de Bolzano.

## Biographie
Andreas Fulterer est originaire de Seis am Schlern, où il vit avec sa famille jusqu'à sa mort. À 15 ans, il apprend son premier instrument, la batterie. Il fonde son premier groupe Seiser Buam et fait sa première apparition publique en 1978. En 1985, il le quitte et poursuit sa carrière musicale en Autriche. Après son retour dans le Tyrol du Sud, il rejoignit Alpensextett. En 1993, il rejoint Kastelruther Spatzen en tant que guitariste et deuxième chanteur.
En 1995, il enregistre son premier CD Amore, Felicità, qui ne contient que des chansons en italien. Après d'autres albums solo, publiés sous le nom "Andreas", il entre en 1998 Inno d’amore, duo avec Petra Frey, dans le ZDF Hit-Parade. À l’automne 1998, il quitte Kastelruther Spatzen et fait une carrière solo. Fulterer est un représentant du schlager italo-allemand. En 2001, il a un succès avec Donna Blue, qu'il présente à la fin de l'automne 2010 dans une nouvelle version pour son Best Of Album.
Andreas Fulterer meurt dans la nuit du 26 octobre 2016 des suites d'un cancer. Il est enterré au cimetière local de Siusi allo Sciliar.

## Discographie
- 1995 : Amore, Felicità
- 1996 : Baci, Baci
- 1997 : Ciao Bambina, ciao amore
- 1999 : Jetzt will ich leben
- 2000 : Un Cappucino a Rimini (anthologie)
- 2001 : Tausend Signale
- 2001 : Die schönsten Liebeslieder (anthologie)
- 2002 : Noch einmal mit dir
- 2003 : Dieses Feuer Liebe
- 2004 : Herz aus Glas
- 2005 : Herr des Feuers
- 2007 : Im Zug nach Süden
- 2009 : Schlager STAR PARADE
- 2009 : LIVE – Andreas Fulterer & Band
- 2010 : Jedes Jahr zur selben Zeit – Andreas Fulterer & Band
- 2011 : Best of Andreas Fulterer (anthologie)
- 2012 : Wir sind Kameraden
- 2012 : Best of Weihnachten
- 2014 : Ti Amo – Große Schlagererfolge (album en italien)
- 2014 : Bleibt es ein Traum
- 2015 : Schlager des Südens
- 2015 : Weihnachten lebt
- 2016 : Farbenleer
- 2017 : Best of the Best